# サミュエル・クフォー
サミュエル・オセイ・クフォー（Samuel Osei Kuffour, 1976年9月3日 - ）は、ガーナ・クマシ出身の元同国代表の元サッカー選手。現役時代はDFとして活躍した。強力なフィジカルを持っていることで知られており、ドイツのバイエルン・ミュンヘンで10年以上を過ごし、公式戦で約250試合に出場。17個の主要タイトルを獲得した。
また、ガーナ代表のメンバーとして2006 FIFAワールドカップに出場。アフリカネイションズカップにも4度出場した。

## クラブ経歴
クマシ出身のクフォーは、地元のユースチームでサッカーを始めると、1991年に15歳の時にヨーロッパへ渡りトリノFCに加入した。1993年にトリノからバイエルン・ミュンヘンへ移籍。1995-96シーズンに1.FCニュルンベルクへ貸し出され、復帰後はポジションを確保することに成功した。バイエルンでの11シーズンの間でUEFAチャンピオンズリーグ 2000-01決勝に先発出場し、チームのタイトル欄に優勝を加えた。また、2001年トヨタカップでボカ・ジュニアーズを相手に決勝点を決めMVPに輝き、アフリカ年間最優秀選手に1999年に続いて2位に選出された。1999年にはUEFAチャンピオンズリーグ 1998-99を戦い抜き決勝戦のピッチに立った。決勝の相手はマンチェスター・ユナイテッドFCながらも、バイエルンは優勢に試合を進めたが、ロスタイムに2失点を喫し敗北した。試合後に涙を流しながら地面を叩いた行動はバイエルンファンの共感をよんだ。また、1994年11月2日のUEFAチャンピオンズリーグ 1993-94・FCスパルタク・モスクワ戦（2-2）で18歳61日の年齢で得点した際の記録がUEFAチャンピオンズリーグ史上最年少で得点を挙げたDFとなった。クフォーはUEFAチャンピオンズリーグに60試合以上に出場したことからアフリカで成功した選手の1人として見られている。
ブンデスリーガで175試合に出場後、2005年夏にドイツを去ると、自由移籍でASローマと3年契約を結び、イタリアサッカー界に復帰した。ローマでの最初のシーズンはアフリカネイションズカップ2006出場のため離脱もありながら21試合に出場し、2シーズン目は同リーグのASリヴォルノ・カルチョへ貸し出され、UEFAカップ圏内獲得に貢献した。2007年8月にプレミアリーグのサンダーランドAFCから完全移籍を視野にしたトライアルを受けるも失敗してしまい、ロイ・キーン監督は、リバプールFC戦後にクフォーがサンダーランドへ移籍しないことを明かした。
2008年1月28日、2009年10月引退したヤープ・スタムの後釜としてアヤックス・アムステルダムと半年＋2年延長のオプション付きで加入するも、度重なる負傷によるフォームの低下から早期に放出され、さらに、ローマのルチアーノ・スパレッティ監督の構想外となったため自由移籍の身となった。同年8月にロシアのFCヒムキに移籍したかに思われたが、9月10日にクフォーの代理人から引退したという情報が伝えられた。しかし、クフォー本人はこのニュースを否認し現役続行の意思を表明。2009年1月26日にメジャーリーグサッカーのシカゴ・ファイアーへの移籍の噂があり、クラブ首脳陣は契約は合意するだろうと語った。
2009年4月にようやく再始動し、19年ぶりに故郷へ戻りアサンテ・コトコFCと3ヶ月の契約を結んだ。2011年11月22日に正式に引退を表明した。

## 代表経歴
ユース代表としては13歳の時から才能を認められ国際舞台の場に顔を出し、イタリアで開かれた1991 FIFA U-17世界選手権で優勝、日本で開かれた1993 FIFA U-17世界選手権で準優勝、オーストラリアで開かれた1993 FIFAワールドユース選手権で準優勝した際にレギュラーとして活躍した。また、バルセロナオリンピックでは16歳の誕生日を控えながらも銅メダルを獲得し、アトランタオリンピックでは主将を務め、ベスト8進出の立役者の1人となった。
A代表としては、1993年11月28日の17歳の時にシエラレオネ代表戦でデビューを果たし、以降13年に渡りプレーをした。ガーナ史上初となった2006 FIFAワールドカップに出場したが、初戦のイタリア戦（0-2）でGKへのバックパスをヴィンチェンツォ・イアクインタに取られ、得点を決められるミスを犯してしまい敗戦の一因となった。以降の出番はなかったものの、チームはチェコ戦, アメリカ戦に連勝し死の組を突破。ベスト16のブラジル戦（0-3）でも出番はなく、出場1試合で大会を去った。
2007年1月12日にアフリカサッカー連盟はクフォーをアフリカサッカーのベスト30人に選出した。

## プライベート
2003年にBBCの"ハート・アンド・ソウル"（Heart and Soul）ドキュメンタリーのインタビュー中に引退後は司祭か宣教師になること明かした。試合前に祈りを捧げていたことで同僚のドイツ選手たちが驚いていたことやミュンヘンに在住する同胞のガーナ人キリスト教徒からサポートを受けたことを語り、また、同年1月に娘のゴディバが溺死したことについても触れた。

## 代表歴

### 出場大会
- ガーナ代表
  - 2006 FIFAワールドカップ

### 試合数
- 国際Aマッチ 55試合 3得点（1994年-2006年）[18]

| ガーナ代表 | 国際Aマッチ | 国際Aマッチ |
| 年         | 出場        | 得点        |
| ---------- | ----------- | ----------- |
| 1994       | 5           | 0           |
| 1995       | 3           | 0           |
| 1996       | 8           | 0           |
| 1997       | 5           | 1           |
| 1998       | 6           | 0           |
| 1999       | 2           | 0           |
| 2000       | 8           | 2           |
| 2001       | 2           | 0           |
| 2002       | 1           | 0           |
| 2003       | 3           | 0           |
| 2004       | 5           | 0           |
| 2005       | 1           | 0           |
| 2006       | 6           | 0           |
| 通算       | 55          | 3           |

## タイトル
クラブ
- UEFAチャンピオンズリーグ : 2000-01
- インターコンチネンタルカップ (サッカー)：2001
- ブンデスリーガ：1996-97, 1998-99, 1999-2000, 2000-01, 2002-03, 2004-05
- DFBポカール : 1997-98, 1999-2000, 2002-03, 2004-05
- DFLリーガポカール：1997, 1998, 1999, 2000, 2004

代表
- FIFA U-17ワールドカップ：1991

個人
- FIFAオールスターディフェンダー
- アフリカサッカーベスト30人
- BBCアフリカ年間最優秀サッカー選手賞：2001[19]
- ガーナ最優秀選手：1998, 1999, 2001
- オリンピックサッカー最年少メダリスト（15歳11ヶ月4日）[20]
- UEFAチャンピオンズリーグ最年少得点DF（18歳61日、バイエルン・ミュンヘン 2-2 FCスパルタク・モスクワ、1994年11月2日）
- UEFAチャンピオンズリーグ最多出場アフリカ人
- ガーナ人アスリート最優秀選手：2001